# 劉舜元
劉舜元（1914年10月5日—2013年10月30日），中華民國退役陸軍中將。

## 生平
劉舜元祖籍河北省雄縣，1914年10月5日（農曆八月十六日）生，世居雄縣縣城城東大陰村四合莊劉町，歷代以農為生。

### 求學階段
劉舜元在家鄉讀兩年私塾，完成六年小學學業後，考取北京市第四中學。1931年九一八事變發生，為學生會代表之一，與北京市第四中學學生遊行到北平軍分會，要求張學良抗日，並接受接見，其後一心報國。於1935年完成三年中學、三年高中六年學業畢業前夕，因見日軍已實質控制北平外圍通州地區，故放棄進入国立清华大學的機會投笔从戎；乃於北平參加中央陸軍軍官學校十二期初試（中央陸軍軍官學校十二期北平初試因何梅協定系採秘密招生），後赴南京參加複試，並順利就讀中央陸軍軍官學校十二期。

### 抗日時期
1938年1月因抗日戰況激烈，中央陸軍軍官學校十二期於由南京往成都遷校的途中，在武昌提前半年畢業。其畢業後留校任軍校練習營少尉排長及中尉連附屬官。1939年11月離校調西北之第八十軍（後改編為五十七軍）九十七師, 陸續任職291旅582團第6連上尉步兵連長，少校軍士隊長，師野戰補充團團附，1941年10月升任九十七師二九一團二營少校營長，駐守隴東凡五年。期間軍長先為孔令恂將軍，師長為韓錫侯將軍；後劉安祺將軍接任九十七師師長並隨後升任五十七軍軍長，由傅維藩將軍接任九十七師師長。1944年5月底於營長任內， 隨第八戰區所部由平涼地區至潼關、函谷關、靈寶地區增援第一戰區，參予抗日戰爭豫中會戰之靈寶戰役。該營奉命駐守函谷關南，關莊原----藍家凹陣地，與數倍兵力之日軍機械化部隊激戰七日，並堅守陣地被圍四日夜。
完成阻敵任務後，奉命突圍並成功增援掩護五十七軍軍部。該戰役後因戰功晉升中校，並獲頒武功狀及干城獎章。靈寶戰後部隊改編, 調入四十五師第二營中校營長，隨五十七軍空運雲南沾益县增援友軍。後隨劉安祺將軍至貴州青年軍205師歷任參謀處參謀主任及614團第一營營長職務。於雲南、貴州期間參予了，遠征軍歸國的會師及整訓青年軍的任務。1945年抗日勝利，乃請假返鄉探親，途經西安，国共重庆谈判破裂，戰火起不得行，留居西安近月，復因病不得返原部隊，乃入十五軍官總隊，後任西安警備司令部幕僚。

### 國共內戰時期
1946年秋西安保安司令孔令恂將軍奉命調北平編组11戰區保安總司令部，任保安總司令，以改編偽華北治安軍各部。其受命任作戰科科長，率所屬司令部幕僚群及眷屬數百人，經陸路由西安至上海，再轉海路由上海至天津到達河北省北平、保定地區接收改編偽軍部隊，1947年四月派任保安第三師第九團團長，歷經改編為新二軍暫三十三師第一團，第一零一軍273師817團。初為高卓東將軍接任軍長，後由李士林將軍接任軍長，師長為劉本厚將軍，在團長任內於北平、保定一帶地區與共軍作戰，參予了救援徐水戰役、保定保衛及撤守戰役、北平保衛戰等大小戰役數十次，期間於保定作戰頭部負傷；1948年12月終以孤守北平石景山發電廠之役。是役眾寡懸殊，堅守三日夜，敵傷亡頗重，俘敵百餘名，惟以無法獲得救援，糧水斷絕，乃於1948年12月15日夜7時奉命突圍規建。成功突圍入城後，該團以華北剿匪總司令部直屬之救民先鋒隊, 接守廣安門外陣地。1949年1月華北剿匪總司令部總司令傅作義將軍決定接受中共的條件，在同年1月22日率北平守軍投降。其事前洞悉整體情況，不願隨軍投降接受改編，故於直前向軍長李士林將軍請辭獲准。為避共軍追緝，於1949年農曆年大年初二化裝潛伏輔仁大學伺機岀城，並於同年3月初，率11位校尉級軍官及其眷屬共三十餘人，由陸路輾轉前往青島，方至青島即於同年5月底為十一綏靖區司令官兼行政長劉安祺將軍再任270師第810團團長一職。1949年6月間隨軍參加青島大撤退，爾後於海南、湛江、廣州、陽江等地區駐守及轉戰。期間駐守廣州白雲機場及廣州國防部等地，參予了廣州保衛戰、陽江戰役等多次戰役，均任最後掩護部隊，後抵海南調任三十六師參謀長，直至1950年2月隨部移防台灣。 参见海南岛战役。

### 台灣時期
抵達台灣後，先後任三十六師參謀長，陸軍指參學院教官，預六師副師長，六十八師副師長等職。1959年7月奉命調任金門三十三師副師長兼大二膽島指揮官，1960年中共為了及時嚇阻美國總統艾森豪6月18日的訪問台灣，於6月17日下午開始至十九日對金門島群射擊了十七萬發砲彈，大二膽島首當其衝，落彈密集（稱六一七砲戰）；是役所部無人傷亡，即時反擊，順利完成作戰任務，獲頒雲麾勳章並晉升少將。後陸續調任馬祖指揮部副指揮官（期間總統蔣中正親赴馬祖與其單獨合照，並慰勉其連續長期衛守金門、馬祖前線之辛勞），步兵學校教育長，三十二師師長(桃園及金門---期間短期隨中華民國軍事顧問小組，奉派至南越任臨時軍事顧問，受南越總統阮文紹接見，第二士校校長(鳳山)，第三軍司令部（嘉義軍）副軍長，1971年調任台南師管區司令，同年升任南部地區警備司令部司令(乃兼台南師管區司令)晉升中將，1974年調總統府參軍，1976年退役。
刘将军于1988年旅居美東，2013年10月30日晚間6時餘，於自宅睡夢中辭世。

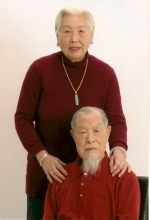
2010年與夫人張厭非女士（站立者）合照